# ネミフ海軍基地
ネミフ海軍基地（ネミフかいぐんきち、ウクライナ語: Головна військово-морська база «Намив»）は、ウクライナのムィコラーイウ州オチャキウに位置する、ウクライナ海軍の基地である。黒海に面し、揚陸艦艇を主力とする第29水上艦艇師団などが所在している。
旧ソ連海軍時代、クリミア半島のノヴォオゼルネにクリミア海軍基地（ロシア語: Крымская военно-морская база）として開設され、ソビエト連邦崩壊は独立したウクライナに引き渡され、1996年7月9日に南部海軍地区（ウクライナ語: Південну військово-морську базу）へ改称し、2003年に南部海軍基地（ウクライナ語: Південна військово-морська база）となった。
2014年クリミア危機中の3月19日、ロシア連邦軍に占領され、基地はムィコラーイウ州オチャキウに移転し、2024年12月の完成を目指して整備が進められている。

## 所属部隊及び艦艇

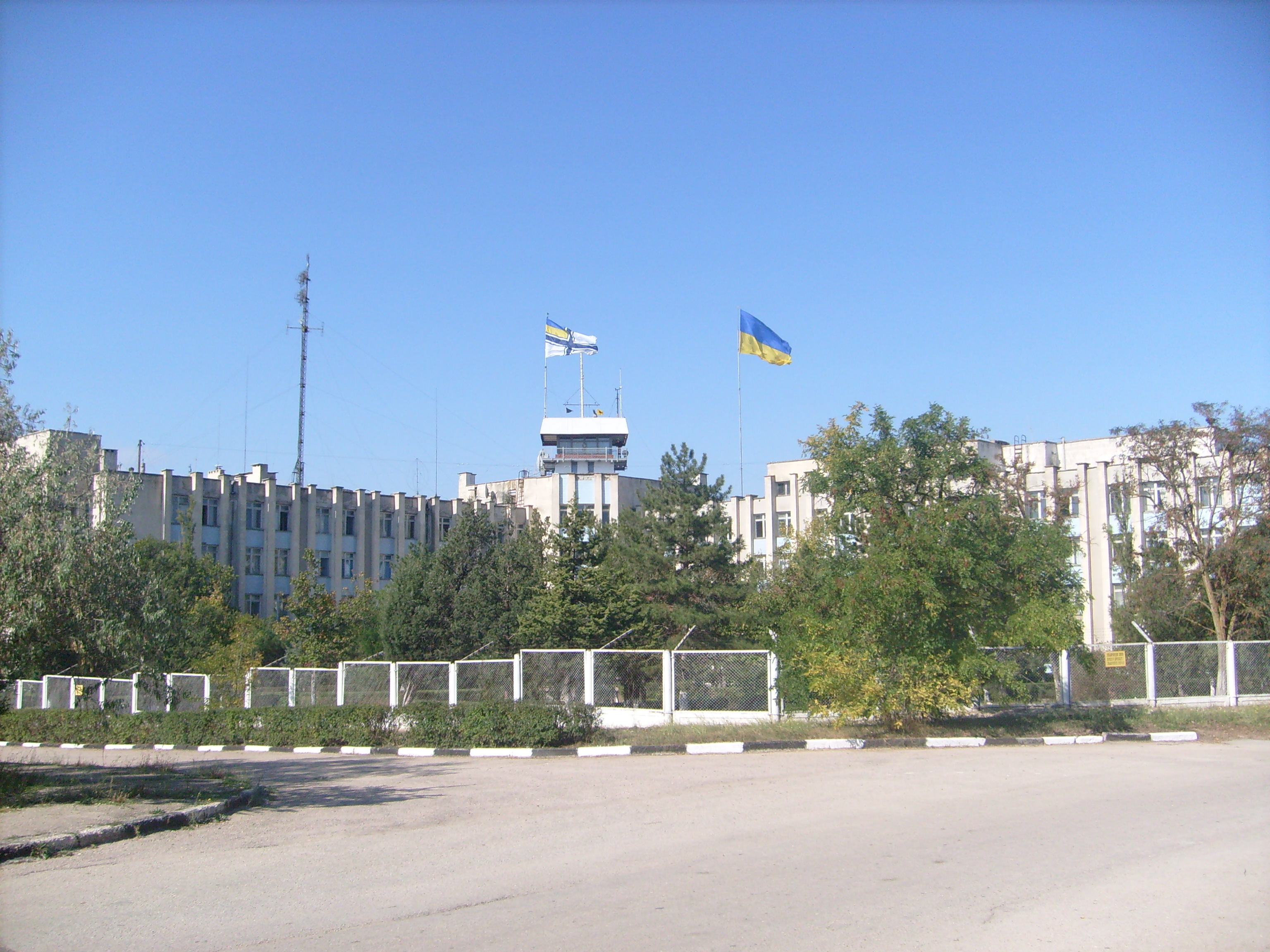
ロシア占領前の南部海軍基地司令部（2009年撮影）

- 第29水上艦艇師団（ウクライナ語版）
  - エフゲーニャ型掃海艇（英語版）ヘニチェスク（ウクライナ語版）（U360 Генічеськ）
  - ポルノクニー型揚陸艦（英語版）ユーリ・オレフィレンコ（L401 Юрій Олефіренко）
  - オンダトラ型揚陸挺（英語版）ズバトボ（ウクライナ語版）（L434 Сватове）
  - 1824B型海洋観測艦ペレヤスラウ（ウクライナ語版）（A512 Переяслав）
- 第31補助艦艇師団（ウクライナ語版）
  - ペトルーシュカ型練習艇チヒルィーン（ウクライナ語版）（U540 Чигирин）
  - ペトルーシュカ型練習艇スミーラ（ウクライナ語版）（U541 Сміла）
  - ペトルーシュカ型練習艇ノーバ・カホフカ（ウクライナ語版）（U542 Нова Каховка）
  - 1430型輸送船チョルノモルスク（ウクライナ語版）（U783 Чорномо́рськ）
  - スーラ型設標艦ショストカ（ウクライナ語版）（U852 Шостка）
  - 1387型連絡艇コーロステニ（ウクライナ語版）（A853 Коростень）
  - プロメティ型航洋曳船ヤニ・カプ（A947 Яни Капу）